# Lauda Air
Pour les articles homonymes, voir Lauda (homonymie).
Ne doit pas être confondu avec Lauda (ex-Laudamotion).
Lauda Air (code AITA : NG, code OACI : LDA) est une compagnie aérienne autrichienne. Elle est fondée par le pilote de Formule 1, Niki Lauda en 1978, et commence ses opérations charter en 1985 et ses opérations régulières en 1989. Elle cesse d'exister en avril 2013, intégrée dans la compagnie nationale Austrian Airlines.

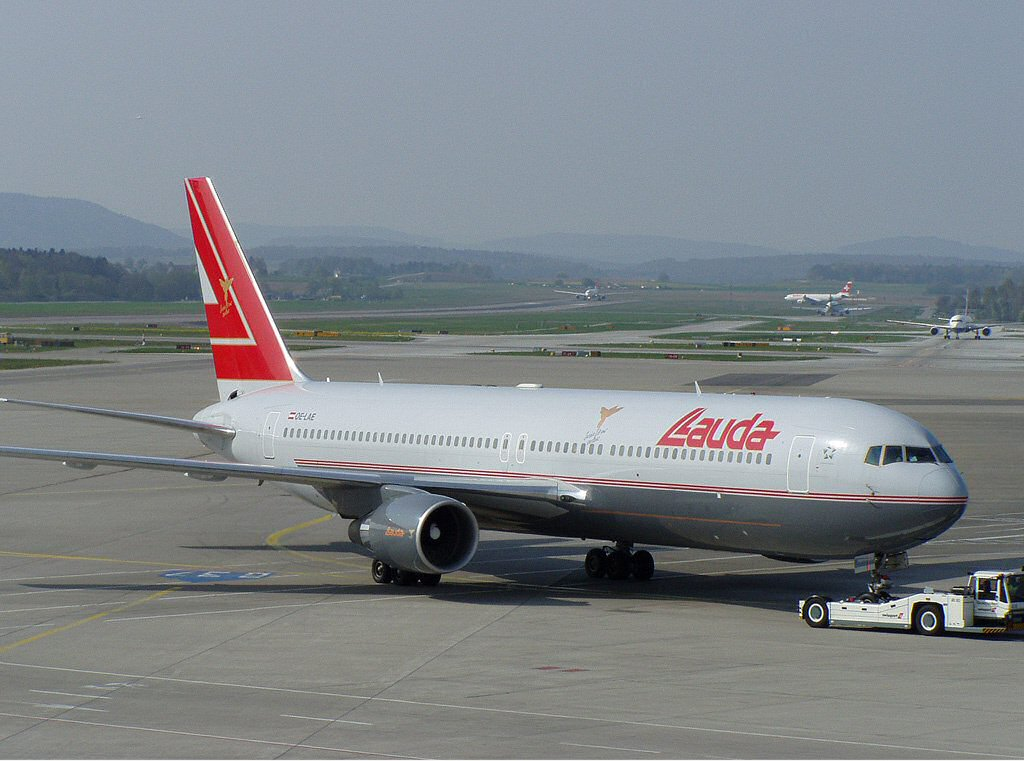
Un Boeing 767-300ER de Lauda Air à l'aéroport international de Zurich en avril 2003.

## Flotte
En 2008, la flotte se composait de huit appareils :

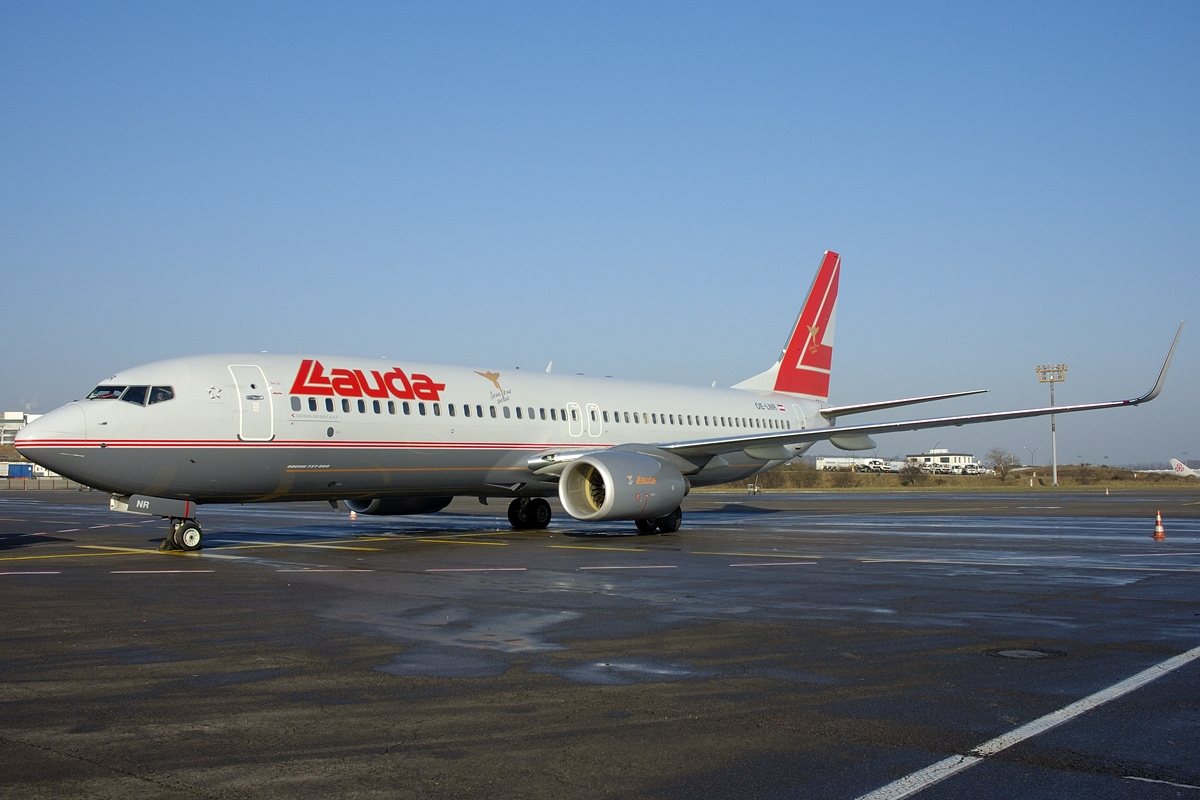
OE-LNR, un Boeing 737-800 de Lauda Air, ici en janvier 2006.

- 6 Boeing 737-800, 
  - OE-LNK Freddie Mercury
  - OE-LNP, George Harrison
  - OE-LNQ, Gregory Peck
  - OE-LNR, Frank Zappa
  - OE-LNS, Miles Davis
  - OE-LNT, Kurt Cobain
- 2 Airbus A320, 
  - OE-LBQ, Ray Charles
  - OE-LBR, Frida Kahlo.

## Accident
- Le 26 mai 1991, le Vol Lauda Air 004, parti de Bangkok pour Vienne, effectué avec un Boeing 767-300 (immatriculation OE-LAV) s'est écrasé juste après son décollage avec ses 223 passagers et membres d'équipage, ne laissant aucun survivant. L'accident a été causé par le déploiement intempestif de l'inverseur de poussée de l'un des réacteurs du Boeing[2].